# Decreto de necesidad y urgencia
Un decreto de necesidad y urgencia (DNU) es un tipo de norma existente en la República Argentina que, a pesar de ser sancionada solo por el Poder Ejecutivo, tiene validez de ley. Una vez promulgado, el Congreso tiene las atribuciones para analizarlo y determinar si continúa vigente o no. Este tipo de legislación está contemplado en el artículo 99 inciso 3 de la Constitución Nacional.

## Características

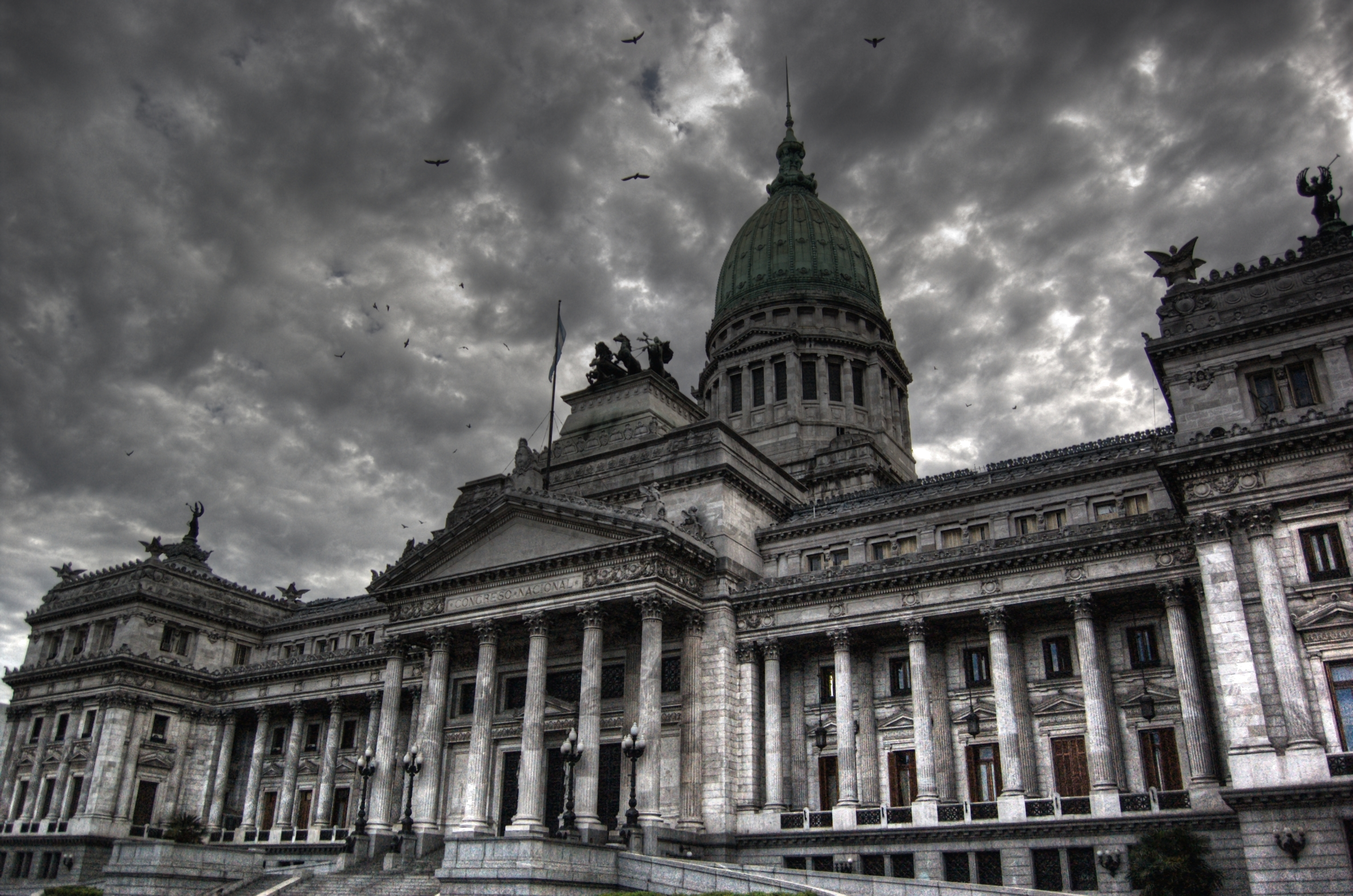
El Congreso puede evaluar cualquier decreto de necesidad y urgencia y dictaminar si continúa en vigencia o no.

Como su nombre lo indica, los DNU sólo deben dictarse en situaciones excepcionales, cuando sea imposible seguir los trámites para sancionar leyes mediante el Congreso. Además, no pueden dictarse decretos que legislen sobre materia penal, tributaria, electoral o el régimen de los partidos políticos.
Al igual que los decretos comunes, son dictados por el presidente de la Nación, pero en acuerdo general de ministros. Esto significa que todos los ministros y el jefe de Gabinete de Ministros deben participar en la creación del DNU.
Una vez dictado el decreto de necesidad y urgencia, el jefe de Gabinete debe dirigirse a la Comisión Bicameral Permanente del Congreso (integrado por 8 diputados y 8 senadores) en un plazo no mayor de 10 días. Esta comisión tiene que elevar un dictamen y enviarlo a cada Cámara legislativa para su tratamiento, también en no más de 10 días. Cabe destacar que, en este tiempo, el DNU tiene plena vigencia.
Cada cámara del Congreso deberá emitir una resolución expresando su apoyo o rechazo al DNU. Si ambas cámaras rechazan el decreto, éste pierde validez de forma permanente, sin embargo en la práctica, esto nunca había ocurrido en la historia hasta 2024. 
En septiembre de 2024 tuvo lugar el primer rechazo, cuando ambas cámaras del Congreso rechazaron por amplia mayoría el DNU 656/24 del gobierno de Javier Milei, que en medio del ajuste "más grande de la humanidad" aumentaba en 100.000.000.000 pesos el presupuesto para gastos reservados.

## Antecedentes

### En gobiernos militares
Todas las normas legislativas sancionadas por las dictaduras militares que sufrió el país desde 1930 (incluidas las de 1943, 1946, 1955, 1962), provenían exclusivamente del Poder Ejecutivo y eran conocidas como decretos leyes. En la llamada Revolución Argentina y el autodenominado Proceso de Reorganización Nacional (los dos últimos regímenes militares de la Argentina), estas normas eran conocidas simplemente como leyes.
En 1945, durante el gobierno de facto de Farrell y Perón, la Corte Suprema los reconoció como válidos siempre y cuando su sanción fuera necesaria para cumplir los objetivos del gobierno militar. Además, perdían validez al terminar el gobierno de facto, aunque podían ser ratificados por el Congreso.
Dos años más tarde, en 1947, ya durante el gobierno del Coronel Perón, un nuevo fallo de la Corte determinó que los decretos leyes seguían con vigencia y debían ser derogados o modificados por otras leyes.

### En gobiernos democráticos
Desde la organización nacional en 1853 con la sanción de la constitución hasta la asunción de Carlos Saúl Menem como presidente de la Nación en 1989, los DNU fueron una herramienta paraconstitucional, escasamente utilizada y efectivamente restringida a dar respuesta a situaciones excepcionales. 
Pese a que los DNU se introdujeron a la Constitución en 1994, gobiernos democráticos anteriores han utilizado este tipo de normas. Entre ellas, se encuentra el Plan Austral (decreto 1096/85), promulgado en 1985 por el entonces presidente Raúl Alfonsín. Este decreto de excepción cambiaba la moneda del peso argentino al austral.
Desde la asunción de Menem hasta la reforma constitucional de 1994 comenzaron a ser utilizados como un recurso institucional ordinario en el proceso de toma de decisiones. En diciembre de 1990, la Corte Suprema avaló el dictado de decretos de necesidad y urgencia en el llamado Caso Peralta, en el que se solicitó la inconstitucionalidad del decreto 36/90, dictado por Carlos Menem. Los jueces del máximo tribunal argentino fallaron en contra de Luis Peralta y la validez de la norma quedó ratificada. Su emisión fue convalidada por la Corte Suprema de Justicia quien le reconoció la facultad al Poder Ejecutivo para establecer las circunstancias urgentes que justificaran su emisión, pero también limitó el poder presidencial exigiendo la remisión de los DNU al Congreso para habilitar su control parlamentario. 
A partir de 1994, con la incorporación de los DNU a la Constitución hasta la reglamentación del control parlamentario en 2006, marca una diferencia con el periodo anterior. Su incorporación a la carta orgánica le confirió una mayor legitimidad pero también implicó una serie de restricciones: Se explicitó la reserva de su utilización a situación de necesidad y urgencia; se prohibió la emisión de DNU en cuatro áreas de política pública: legislación tributaria, penal, electoral y de partidos políticos; se dispuso un mecanismo para el control parlamentario de los DNU, pero se difirió su reglamentación a una ley del Congreso.
De hecho, el artículo 99 de la Constitución en el inciso 3 establece: 

"El Poder Ejecutivo no podrá en ningún caso bajo pena de nulidad absoluta e insanable, emitir disposiciones de carácter legislativo. Solamente cuando circunstancias excepcionales hicieran imposible seguir los trámites ordinarios previstos por esta Constitución para la sanción de las leyes, y no se trate de normas que regulen materia penal, tributaria, electoral o el régimen de los partidos políticos, podrá dictar decretos por razones de necesidad y urgencia, los que serán decididos en acuerdo general de ministros que deberán refrendarlos, conjuntamente con el jefe de gabinete de ministros.

El jefe de gabinete de ministros personalmente y dentro de los diez días someterá la medida a consideración de la Comisión Bicameral Permanente, cuya composición deberá respetar la proporción de las representaciones políticas de cada Cámara. Esta comisión elevará su despacho en un plazo de diez días al plenario de cada Cámara para su expreso tratamiento, el que de inmediato considerarán las Cámaras. Una ley especial sancionada con la mayoría absoluta de la totalidad de los miembros de cada Cámara regulará el trámite y los alcances de la intervención del Congreso".

A partir de 2006, con la reglamentación del control legislativo de los DNU por medio de la ley 26.122 donde se introducen dos modificaciones respecto al poder relativo del presidente y en el Congreso con el uso de los DNU. Por un lado, la votación a libro cerrado limita el poder del Congreso y aumenta el poder del presidente en la medida que carezca de mecanismos institucionales para evitar el rechazo de los DNU. De esta forma se exige al Poder Ejecutivo contar con la habilidad de no generar mayorías legislativas que prefieran el statu quo antes que la modificación impuesta por el DNU. Por otro lado, la imposibilidad de vetar la resolución legislativa sobre el decreto fortalece la posición del Congreso frente a presidentes minoritarios. Esto significa que los presidentes que ejercieron en ese lapso (Carlos Menem, Fernando de la Rúa, Adolfo Rodríguez Saá, Eduardo Duhalde y Néstor Kirchner) podían dictar decretos de necesidad y urgencia libremente, sin control legislativo.
Por otra parte, se ha cuestionado el dictado de DNU sin que haya una verdadera urgencia, como los decretos que modifican la ley de Ministerios para crear nuevos departamentos de Estado o el DNU 897/24 de Javier Milei que tenía como único objetivo renombrar un centro cultural. También fue objeto de críticas el abuso de este tipo de leyes.

## Estadísticas desde 1983
Desde la sanción de la Constitución en 1853 hasta 1983, es decir, en 130 años se firmaron 25 DNU y siempre para dar respuestas excepcionales y urgentes. Durante la presidencia de Urquiza, el 8 de junio de 1854 se creó por decreto las mensajerías nacionales para correr las postas en el servicio de correo; el 30 de septiembre de 1856 se prorrogó un convenio de concesión del Banco de la Confederación, aunque por ley el presidente no estaba autorizado para hacerlo, y el 25 de enero de 1858 se rebajó el derecho de importación de aguardiente de caña que no excediera el 21% de graduación alcohólica. Santiago Derqui, el 31 de mayo de 1861, estableció por decreto que no se recibirían más pagos de aduanas con los bonos o billetes de tesorería que se venían utilizando hasta entonces.
En medio de la crisis económica de 1890 que provocó la renuncia del presidente Miguel Juárez Celman, el vicepresidente Carlos Pellegrini debió completar el mandato. Entonces firmó dos decretos. Uno en 1891 por el que se suspendió los términos legales y comerciales por razones de emergencia económica los días 5, 7 y 9 de marzo, y el otro el 13 de marzo de 1892 por el que se eliminó el registro de la numeración de billetes que se quemaban.
En el siglo XX, el 28 de noviembre de 1933, durante lo que se conoce como la “Década Infame”, el presidente Agustín Justo por decreto modificó el régimen de la moneda y su tipo de cambio desdoblándolo en oficial y libre. Durante los gobiernos de Juan Perón por decreto se nacionalizaron la Unión Telefónica y los Ferrocarriles. Arturo Frondizi decretó el estado de sitio, creó empresas estatales para la explotación del carbón y la energía eléctrica, se ordenó la intervención federal sin autorización del congreso e implementó el Plan CONINTES que restringió los derechos individuales de los ciudadanos. Arturo Illia, en 1963, anuló por decreto los contratos petroleros firmados por el Estado con empresas extranjeras y María Estela Martínez de Perón, en 1975 el decreto 807/75 reglamentó el derecho de opción para salir del país y firmó el decreto 261/75 por el que ordenó a las Fuerzas Armadas llevar a cabo el “Operativo Independencia”.
Si bien los decretos de necesidad y urgencia fueron regulados en la constitución de 1994, recién recuperada la democracia durante el gobierno de Raúl Alfonsín entre 1983-1989 se firmaron un total de 10 decretos de necesidad y urgencia, con un promedio aproximado entre 1 y 2 decretos de necesidad y urgencia por año. 
Durante la gestión de Carlos Menem (1989-1999), se firmaron 545 DNU en 10 años de presidencia, un promedio de 54,5 decretos legislativos por año. Ninguno de los promulgados luego de 1994 fue verificado por el Congreso.
En la presidencia de Fernando de la Rúa (1999-2001), se emitieron 73 decretos especiales en dos años de mandato. En promedio, son 36,5 DNU por año. Sus decretos de necesidad y urgencia tampoco pasaron por el Poder Legislativo.
Adolfo Rodríguez Saá (2001) en siete días dictó 6 DNU ,promedio 367,8 por año, y Eduardo Duhalde, presidente interino entre 2002 y 2003, firmó 158 DNU en su año de gestión. El presidente que más decretos firmó por año. Estos decretos también se sancionaron sin la intervención de la Comisión Bicameral.
Durante el mandato de Néstor Kirchner (2003-2007) se firmaron 270 DNU en cuatro años y medio de gestión, con un promedio de 60 por año. Los decretos de excepción dictados hasta 2006 no tuvieron control parlamentario, aunque sí los sancionados desde aquel año.
Cristina Fernández de Kirchner (2007-2015) firmó 76 decretos de necesidad y urgencia en 8 años, con un promedio de 9,6 por año. Hasta marzo de 2009 había firmado 5 decretos de necesidad y urgencia. A esto, se le suma tres DNU con cambios en los ministerios, otro con un plan de asistencia social, uno que ordena la salida de Martín Redrado como presidente del Banco Central, tres más relacionados con el pago de deuda pública y los firmados desde enero de 2010 en adelante.
Mauricio Macri (2015-2019), en sus cuatro años de gestión, firmó 70 decretos de necesidad y urgencia, con un promedio de 17,5 por año.
Alberto Fernández (2019-2023) firmó un total de 178 DNUsa lo largo de su gestión.
Tabla de DNUs por presidencia (julio de 1989-actualidad):
| Presidente     | Duración del período     | Tasa /año | Total |
| -------------- | ------------------------ | --------- | ----- |
| Menem          | 10,5 años                | 19,5      | 195   |
| De la Rúa      | 2 años                   | 29,5      | 59    |
| Rodríguez Saá  | 1 semana                 | 367,8     | 6     |
| Duhalde        | 1,5 años                 | 102,6     | 154   |
| N. Kirchner    | 4,5 años                 | 52,4      | 236   |
| CFK            | 8 años                   | 9,75      | 78    |
| Macri          | 4 años                   | 17,5      | 70    |
| Fernández      | 4 años                   | 44,5      | 178   |
| Milei (actual) | 1 año, 5 meses y 21 días | 43,4      | 64    |

## Controversias
Desde su sanción en 1994 los DNU han sido blanco de críticas por la doctrina. Principalmente se criticó el hecho de que la reforma constitucional, lejos de poner frenos inhibitorios al Poder Ejecutivo en el uso de los DNU, ha desatado más aún sus poderes. En relación con esto último es clave tener en cuenta, en primer lugar, que la Ley N° 26.122 no fija plazo alguno para que las Cámaras se expidan una vez elevado el dictamen de la Comisión Bicameral. Esta omisión permite dilatar discrecionalmente la decisión mientras el DNU produce sus efectos, los que pueden mantenerse, incluso, luego de producido el rechazo pues, si bien éste equivale a la derogación, el artículo 24 establece que no pueden ser afectados los derechos adquiridos durante la vigencia del DNU.
En segundo lugar, la Ley N° 26.122 exige un rechazo expreso del DNU haciendo con ello una aplicación analógica del artículo 82 de la Constitución que prohíbe la sanción tácita o ficta de las leyes. Esta extensión del artículo 82 al sistema de los DNU es discutible, pues no se trata aquí de la sanción de una ley, sino de la aprobación de un acto emanado del Poder Ejecutivo. Nuevamente aquí la Ley N.º 26.122 ha facilitado la permanencia de los DNU cuando lo correcto hubiera sido que (a) se hubiera fijado un plazo para que las Cámaras se expidieran y (b) se hubiera admitido el rechazo tácito.
A la “abundancia” ejecutiva en el empleo de los DNU y a la “escasez” legislativa del control sobre los mismos, se suma la “tolerancia” judicial que les dispensa la Corte Suprema.

### Decretos de necesidad y urgencia durante lapandemia de COVID-19
Durante el 2020, el presidente Alberto Fernández dispuso una serie de medidas vía DNU en el marco de la pandemia de COVID-19, entre ellas
| Principales decretos referidos a la cuarentena y el distanciamiento | Principales decretos referidos a la cuarentena y el distanciamiento | Principales decretos referidos a la cuarentena y el distanciamiento                                                                             | Principales decretos referidos a la cuarentena y el distanciamiento | Principales decretos referidos a la cuarentena y el distanciamiento |
| Decreto                                                             | Publicación                                                         | Título | Contenido | Ref.                                                                |
| ------------------------------------------------------------------- | ------------------------------------------------------------------- | --- | --- | ------------------------------------------------------------------- |
| DNU 260/2020                                                        | 12/03/2020                                                          | Emergencia sanitaria. | Debido a la declaración de pandemia por la OMS, amplía la emergencia sanitaria dispuesta por Ley 27.541, hasta el 12 de marzo de 2021. Establece el aislamiento obligatorio por 14 días de aquellas personas que sean "casos sospechosos", incluyendo las ingresadas al país provenientes de "zonas afectadas". Establece la obligación de la población de informar a las autoridades si presentan síntomas compatibles con el Covid-19. Dispone la suspensión de vuelos desde "zonas afectadas". Se reorganiza la “Unidad de Coordinación General del Plan Integral para la Prevención de Eventos de Salud Pública de Importancia Internacional”, coordinada por el Jefe de Gabinete. Establece principios generales para todas las medidas sanitarias: a) lo menos restrictivas posible; b) criterios científicamente aceptables; c) garantizando a las personas el derecho a estar permanentemente informado sobre su estado de salud; d) garantizando el derecho a la atención sin discriminación; e) garantizando el derecho al trato digno. | [ 30 ]                                                              |
| DNU 274/2020                                                        | 16/03/2020                                                          | Prohibición de entrada de extranjeros. | Prohíbe la entrada al país de extranjeros no residentes, con algunas excepciones. | [ 31 ]                                                              |
| DNU 297/2020                                                        | 20/03/2020                                                          | Establece el Aislamiento Social Preventivo y Obligatorio (ASPO).                                                                                | Vigencia del 20 de marzo al 31 de marzo inclusive. Las personas deberán permanecer en sus residencias habituales y solo podrán realizar desplazamientos mínimos para aprovisionarse de artículos de limpieza, medicamentos y alimentos. Se prohíben los eventos culturales, recreativos, deportivos, religiosos y cualquier otra que implique concurrencia de personas. Se suspende la apertura de locales que requiera presencia de personas. Se establecen 24 sectores esenciales exceptuados del ASPO: salud, seguridad, alimentos, energía, agua, comunicaciones, autoridades superiores, transporte, lavanderías, servicios funerarios, comedores comunitarios, etc. La actividad de los poderes legislativo y judicial depende de lo que cada uno resuelva. Autorizaciones y controles de circulación. | [ 32 ]                                                              |
| 310/2020                                                            | 24/03/2020                                                          | Crea el Ingreso Familiar de Emergencia (IFE).                                                                                                   | Para personas desocupadas, trabajadores informales, monotributistas “A”, “B” y sociales y trabajadores de casas particulares. Monto $10 000, en un solo pago (abril). Se solicita en la ANSES. | [ 33 ]                                                              |
| 311/2020                                                            | 25/03/2020                                                          | Suspensión de cortes de servicios. | Prohíbe a las empresas cortar servicios (electricidad, gas, agua, telefonía, Internet y TV por cable) a personas con ingresos escasos, electrodependientes, empresas no grandes, cooperativas, establecimientos de salud y organizaciones de bien público que elaboren o distribuyan alimentos. | [ 34 ]                                                              |
| DNU 313/2020                                                        | 27/03/2020                                                          | Prohibición de entrada al país de argentinos y residentes.                                                                                      | Prohíbe la entrada al país de argentinos y residentes, con algunas excepciones. | [ 35 ]                                                              |
| DNU 320/2020                                                        | 29/03/2020                                                          | Suspensión de desalojos. | Suspende los desalojos hasta el 30 de septiembre. | [ 36 ]                                                              |
| DNU 325/2020                                                        | 31/03/2020                                                          | Prórroga ASPO hasta 12 de abril. | Prórroga del ASPO hasta 12 de abril inclusive. | [ 37 ]                                                              |
| DNU 332/2020                                                        | 01/04/2020                                                          | Creación del Programa de Asistencia de Emergencia al Trabajo y la Producción (ATP).                                                             | El programa ATP destinado a empresas y trabajadores, reduce hasta 95 % las contribuciones patronales, el Estado se hace cargo de pagar el 50 % de los salarios en empresas de hasta 100 trabajadores, ampliación de las asignaciones por desempleo. | [ 38 ]                                                              |
| DNU 355/2020                                                        | 11/04/2020                                                          | Prórroga ASPO hasta 26 de abril. Comienzo de la flexibilización.                                                                                | Prórroga el ASPO hasta el 26 de abril inclusive, pero establece la posibilidad de hacer excepciones geográficas y por actividad a pedido de los gobernadores de provincia con fundamentos científicos. | [ 39 ]                                                              |
| DNU 408/2020                                                        | 26/04/2020                                                          | Prórroga ASPO en grandes áreas urbanas hasta 10 de mayo.Establece requisitos para iniciar fase de distanciamiento en el resto del país.         | Prórroga el ASPO hasta el 10 de mayo inclusive, para áreas urbanas de más de 500 mil habitantes. Establece requisitos infectológicos para iniciar fases de distanciamiento en el resto del país, a pedido de los gobernadores. Se excluye del distanciamiento: a) dictado de clases presenciales; b) eventos públicos y privados; c) centros comerciales, cines, teatros, restaurantes, bares, gimnasios, clubes y demás espacios de concurrencia de personas; d) transporte público de pasajeros interurbano, interjurisdiccional e internacional; e) turismo y apertura de parques y plazas. | [ 40 ]                                                              |
| DNU 459/2020                                                        | 11/05/2020                                                          | Prórroga ASPO en AMBA hasta 24 de mayo, con flexibilizaciones. Establece nuevas excepciones por zona y actividad.                               | Prórroga el ASPO en el AMBA hasta el 24 de mayo, pero autoriza a las autoridades locales a solicitar excepciones con protocolos. Establece requisitos para que los demás aglomerados urbanos de más de 500 habitantes pases a fases de distanciamiento. Establece nuevas flexibilizaciones para áreas urbanas de menos de 500 mil habitantes. Aprueba protocolos sanitarios en 18 sectores industriales: 1) automotriz y autopartes; 2) electrónica y electrodomésticos; 3) indumentaria; 4) tabaco; 5) metalurgia; 6) calzado; 7) gráfica; 8) madera; 9) juguetes; 10) cemento; 11) textil; 12) cuero; 13) neumáticos; 14) bicicletas y motos; 15) química y petroquímica; 16) papel; 17) plástico; 18) cerámicos. Establece requisitos para hacer excepciones al aislamiento educativo, eventos, espacios de concurrencia de personas, transporte interurbano e internacional, turismo y parques y plazas. Establece la dispensa de concurrir al trabajo para las personas mayores de 60 años, mujeres embarazadas y en situación de mayor riesgo ante el Covid-19. | [ 41 ]                                                              |
| DNU 493/2020                                                        | 25/05/2020                                                          | Prórroga ASPO en AMBA hasta el 7 de junio. | Prórroga el ASPO en el AMBA hasta el 7 de junio inclusive. Mantiene la situación jurídico-sanitaria en el mismo estado en que se encontraba al 11 de mayo. | [ 42 ]                                                              |
| DNU 520/2020                                                        | 8/06/2020                                                           | Establece el Distanciamiento Social Preventivo y Obligatorio (DiSPO).                                                                           | Establece los términos y zonas en las que rige el Distanciamiento Social Preventivo y Obligatorio (DiSPO). Establece la distancia del distanciamiento personal en dos metros (art. 5). Permite actividades deportivas, artísticas y sociales, que no impliquen una concurrencia superior a 10 personas, con un distanciamiento de 2,25 metros cuadrados. Habilita la presencia en parques y plazas. Autoriza al Ministerio de Educación a evaluar y habilitar la vuelta a clases presenciales. Mantiene la prohibición absoluta de eventos que agrupen a más de 10 personas, cines, teatros, clubes, turismo y transporte público interurbano e internacional. Quedan exceptuados del DiSPO y continúan en ASPO, el departamento San Fernando de la Provincia de Chaco, el departamento de Rawson de la Provincia del Chubut, los departamentos de Bariloche y General Roca la Provincia de Río Negro, el aglomerado urbano de la ciudad de Córdoba de la provincia homónima, los cuarenta partidos bonaerenses del Área Metropolitana de Buenos Aires (AMBA) y todo el territorio de la Ciudad Autónoma de Buenos Aires hasta el 28 de junio inclusive. En estos cuatro centros urbanos el aislamiento se prorroga hasta el 28 de junio inclusive. Elimina la prohibición de concurrir a los parques y plazas en zonas bajo ASPO. | [ 43 ]                                                              |
| DNU 576/2020                                                        | 29/06/2020                                                          | Prórroga el DiSPO hasta el 17 de julio. | Prorroga el régimen de Distanciamiento Social Preventivo y Obligatorio (DiSPO) hasta el 17 de julio inclusive. Quedan exceptuados del DiSPO y continúan en ASPO, el aglomerado urbano de la ciudad de Neuquén en la provincia homónima, el departamento General Roca la Provincia de Río Negro, 35 partidos bonaerenses (cinco menos que en el decreto anterior) del Área Metropolitana de Buenos Aires (AMBA) y todo el territorio de la Ciudad Autónoma de Buenos Aires. | [ 44 ]                                                              |
| DNU 605/2020                                                        | 18/07/2020                                                          | Prórroga el DiSPO hasta el 2 de agosto. | Prorroga el régimen de Distanciamiento Social Preventivo y Obligatorio (DiSPO) hasta el 2 de agosto inclusive. Quedan exceptuados del DiSPO y continúan en ASPO, el departamento de San Fernando la Provincia del Chaco, todos los departamentos de la provincia de Jujuy, 35 partidos bonaerenses y todo el territorio de la Ciudad Autónoma de Buenos Aires. | [ 45 ]                                                              |
| DNU 641/2020                                                        | 02/08/2020                                                          | Prórroga el DiSPO hasta el 16 de agosto. | Prorroga el régimen de Distanciamiento Social Preventivo y Obligatorio (DiSPO) hasta el 16 de agosto inclusive. Quedan exceptuados del DiSPO y continúan en ASPO, el AMBA (Ciudad de Buenos Aires y 35 partidos de la Provincia de Buenos Aires), todos los departamentos de la Provincia de Jujuy, los departamentos de Atreucó, Catriló, Capital y Toay de la Provincia de la Pampa, el departamento de Güer Aike de la Provincia de Santa Cruz y el departamento de Río Grande de la Provincia de Tierra del Fuego, Antártida e Islas del Atlántico Sur. | [ 46 ]                                                              |
| DNU 67/2021                                                         | 30/01/2021                                                          | Prórroga el DiSPO hasta el 28 de febrero. | Prorroga el régimen de Distanciamiento Social Preventivo y Obligatorio (DiSPO) hasta el 28 de febrero inclusive en todo el territorio nacional. | [ 47 ]                                                              |
| DNU 125/2021                                                        | 27/02/2021                                                          | Prórroga el DiSPO hasta el 12 de marzo. | Prorroga el régimen de Distanciamiento Social Preventivo y Obligatorio (DiSPO) hasta el 12 de marzo inclusive en todo el territorio nacional. | [ 48 ]                                                              |
| DNU 168/2021                                                        | 12/03/2021                                                          | Prórroga el DiSPO hasta el 9 de abril de 2021                                                                                                   | Prorroga el régimen de Distanciamiento Social Preventivo y Obligatorio (DiSPO) hasta el 9 de abril inclusive en todo el territorio nacional. | [ 49 ]                                                              |
| DNU 235/2021                                                        | 08/04/2021                                                          | Suspensión y/o limitación de actividades sociales y restricción a la circulación nocturna hasta el 30 de abril de 2021                          | Suspensión y/o limitación de actividades sociales y restricción a la circulación nocturna en la franja horaria de cero (0) horas y las seis (6) horas, dependiendo el riesgo epidemiológico y sanitario en cada jurisdicción. Los Gobernadores de las provincias y el Jefe de gobierno de la Ciudad de Buenos Aires tienen la facultad para aplicar más restricciones dependiendo del riesgo anteriormente mencionado. | [ 50 ]                                                              |
| DNU 241/2021                                                        | 15/04/2021                                                          | Suspensión y/o limitación de actividades sociales y restricción a la circulación nocturna (más severas en el AMBA) hasta el 30 de abril de 2021 | Suspensión y/o limitación de actividades sociales y restricción a la circulación nocturna en la franja horaria de cero (0) horas y las seis (6) horas, dependiendo el riesgo epidemiológico y sanitario en cada jurisdicción. Los Gobernadores de las provincias y el Jefe de gobierno de la Ciudad de Buenos Aires tienen la facultad para aplicar más restricciones dependiendo del riesgo anteriormente mencionado. En el AMBA (Ciudad de Buenos Aires y 35 partidos de la Provincia de Buenos Aires), la circulación se limita de las veinte (20) horas a seis (6) horas, se suspenden las clases presenciales y las siguientes actividades: centros comerciales, shoppings y actividades deportivas, recreativas, sociales, culturales y religiosas que se realizan en ámbitos cerrados. Los locales comerciales y gastronómicos sólo podrán atender entre las diecinueve (19) y las seis (6). | [ 51 ]                                                              |
| Fuente: Infoleg.                                                    |                                                                     | | |                                                                     |

La principal crítica de las medidas es su excesiva restricción por DNU de las libertades individuales y no por medio de una ley del Congreso. Asimismo se cuestiona la validez de los mismos al tratar en materia penal.
Otras críticas recibidas fueron: 
- La omisión de equiparse, o equiparse en forma tardía, con los equipos necesarios para hacer frente a una pandemia como había advertido la OMS en 2019.[55][56]
- El establecimiento de una cuarentena, argumentando que la misma es violatoria o está en conflicto con las libertades constitucionales.[57][58]
- La atención prestada por los gobiernos a los científicos en ciencias médicas, considerándola excesiva y calificando al gobierno argentino como una "dictadura de los infectólogos",[59] "infectadura",[60] "gobierno de científicos" o que los infectólogos son ignorantes y son parte del problema, no de la solución.[61]

- Las sucesivas prolongaciones de la cuarentena, con el Congreso sesionando ordinariamente de manera virtual, considerando que debió levantarse antes.[61][62][63]
- La duración de la cuarentena de más de cien días en Buenos Aires, considerándola excesiva, que algunos medios de comunicación han calificado como "la más larga del mundo",[64][65] aunque la veracidad del dato está discutida.[66]
- Que la cuarentena fue decretada en forma prematura.[67]
- Que la cantidad de muertos es poca y no justifica frenar la actividad económica.[61][68]
- No habilitar ciertas actividades, como las peluquerías, el turismo y los espectáculos públicos.[69]
- La falta de políticas de protección laboral para los trabajadores que debieron realizar sus tareas en forma virtual.[70]
- La falta de controles sobre las empresas para que cumplan los protocolos de salud.[71]
- La decisión de algunos empleadores de despedir a sus trabajadores, como el caso de Techint y Latam.[72][73][74]
- Protestas por la prohibición temporaria de invocar la causal de fuerza mayor para despedir trabajadores durante la pandemia, que permitía reducir en un la indemnización por despido a una cuarta parte (Decreto 329/2020).[75][76][77]
- Protestas por el acuerdo alcanzado entre la central empresaria UIA y la central sindical CGT para evitar los despidos y regular las suspensiones por fuerza mayor.[78][79]
- No realizar controles suficientes para evitar la especulación de ciertas empresas, principalmente por desabastecimiento o aumento de precios de los alimentos y medicamentos.[80]
- No realizar controles suficientes sobre las empresas privadas que prestan los servicios de telefonía, Internet, electricidad y gas.[81]
- No realizar tests de contagio en cantidad suficiente.[82]
- Irregularidades de los números reportados de infectados, además de la poca transparencia para determinar a quién se le hacen las pruebas de detección.[83]

### Decreto de Necesidad y Urgencia 241/2021, de suspensión de clases presenciales
El 15 de abril de 2021 el Poder Ejecutivo emitió el decreto 241/2021, modificatorio del decreto 235/2021, el cual dispuso la suspensión de clases presenciales en el Área Metropolitana de Buenos Aires (AMBA), del 19 al 30 de abril. El Gobierno de la Ciudad de Buenos Aires recurrió a la Corte Suprema para cuestionar la constitucionalidad del DNU, por considerarlo violatorio de su autonomía y facultades no delegadas al gobierno federal. El 4 de mayo, la Corte, por unanimidad, falló en favor de la Ciudad. Entre los principales argumentos esgrimidos destacan:
- Las autoridades deben encarar la responsabilidad de atender los problemas que la emergencia plantea dentro de los límites formales y sustanciales que les impone la Constitución
- La emergencia no es una franquicia para ignorar el derecho vigente
- El Estado Federal en lugar de ejercer una atribución propia invadió una que le resulta ajena. La conformación del área metropolitana de Buenos Aires (AMBA) no implica desconocer la autonomía de la Ciudad. El AMBA no es una “región” en términos constitucionales
- Corresponde a la Ciudad decidir sobre los modos de promover y asegurar la educación de sus habitantes y decidir el modo en que lo harán.
- La Constitución ha querido hacer un solo país para un solo pueblo. No habría Nación si cada provincia se condujera como una potencia independiente; pero tampoco la habría si fuese la Nación quien socavara las competencias locales
- Corresponde a la Ciudad Autónoma de Buenos Aires —al igual que a las provincias— la atribución para decidir sobre los modos de promover y asegurar la educación de sus habitantes
- El Estado no tiene facultades para limitar el derecho de una persona para ejercer su derecho a la educación, excepto cuando puede haber un daño para terceros, siempre que ello no signifique una afectación esencial del derecho, lo que ocurre cuando la medida es reiterada en el tiempo o implica una profundización irrazonable de las restricciones que impidan el acceso a la educación de calidad.